# Kulturní materialismus
Kulturní materialismus je antropologická výzkumná orientace, poprvé zmíněná Marvinem Harrisem v jeho knize z roku 1968: The Rise of Antropological Theory, jako teoretické paradigma a výzkumná strategie. Říká se, že je to nejtrvalejší dosažení této práce. Harris následně vyvinul plné zpracování a obranu paradigmatu v jeho knize z roku 1979: Cultural Materialism. Pro Harrise sociální změna závisí na třech faktorech: infrastruktuře, struktuře a nadstavbě společnosti.
Harrisův koncept kulturního materialismu byl ovlivněn spisy Karla Marxe a Friedricha Engelse, stejně jako jejich teorie modifikované Karlem Augustem Wittfogelem a jeho knihou z roku 1957, Orientální Despotismus. Přesto se tento materialismus liší od marxistického dialektického materialismu a filozofického materialismu. Práce Thomase Malthuse povzbuzovala Harrise, aby zvážil reprodukci stejně důležitou pro produkci. Výzkumná strategie byla ovlivněna také prací starších antropologů, včetně Herberta Spencera, Edwarda Tylora a Lewise Henryho Morgana, který v 19. století nejprve navrhl, aby se kultury postupně vyvíjely od méně komplexních až po složitější. Leslie White a Julian Steward a jejich teorie o kulturní evoluci a kulturní ekologii byly nástrojem pro znovuobjevení evolučních teorií kultury ve 20. století a Harris se od nich inspiroval při formulaci kulturního materialismu.

## Epistemologické principy
Kulturní materialismus je vědecko-výzkumná strategie, a jako taková využívá vědeckou metodu. Dalšími důležitými zásadami jsou operační definice, falešnost Karla Poppera, paradigma Thomase Kuhna a pozitivismus, který nejprve navrhl Auguste Comte a propagoval vídeňský kruh. Primární otázka, která se objevuje při aplikaci vědeckých technik k pochopení rozdílů a podobností mezi kulturami, je to, jak výzkumná strategie „zachází se vztahem mezi tím, co lidé říkají a myslí jako subjekty a co říkají a myslí a dělají jako objekty vědeckého výzkumu“. V reakci na toto kulturní materialismus dělá rozdíly mezi behaviorálními událostmi a myšlenkami, hodnotami a jinými duševními událostmi.
Také dělá rozdíly mezi emickými a etickými operacemi. Emické operace, v rámci kulturního materialismu, jsou ty, ve kterých jsou popisy a analýzy přijatelné pro domorodce jako skutečné, smysluplné a vhodné. Etické operace jsou ty, ve kterých jsou použité kategorie a koncepce pozorovatele a jsou schopny vytvářet vědecké teorie. Výzkumná strategie upřednostňuje fenomén etického chování.

## Teoretické zásady
- Etická a behaviorální infrastruktura zahrnující vztahy společnosti k životnímu prostředí, které zahrnují jejich etiku a behaviorální způsoby výroby a reprodukce (hmotné vztahy).

- Etická a behaviorální struktura, etika a behaviorální domácí a politické ekonomiky společnosti (sociální vztahy).
- Etická a behaviorální nadstavba, etika a behaviorální symbolické a ideové aspekty společnosti, např. umění, rituály, sport a hry, věda (symbolické a ideální vztahy).
- Emická a mentální nadstavba, včetně „vědomých a nevědomých poznávacích cílů, kategorií, pravidel, plánů, hodnot, filozofií a přesvědčení“ (Harris 1979: 54) (smysluplné nebo ideologické vztahy).

V rámci tohoto rozdělení kultury argumentuje kulturní materialismus za to, co se nazývá princip pravděpodobnostního infrastrukturního determinismu. Podstatou jeho materialistického přístupu je skutečnost, že infrastruktura je za všech okolností nejvýznamnější silou za vývojem kultury. Struktura a nadstavba nejsou považovány za „nevýznamné, epifenomenální reflexy infrastrukturních sil“. Struktura a symbolické / ideologické aspekty fungují jako regulační mechanismy v systému jako celku.
Výzkumná strategie předpovídá, že je pravděpodobnější, že v dlouhodobé perspektivě infrastruktura pravděpodobně určuje strukturu, která pravděpodobně určuje nadstavby, než jinak. Tak, podobně jako v dřívějším marxistickém myšlení, jsou materiální změny (například v technologii nebo v prostředí) považovány za velmi determinující vzorce společenské organizace a ideologie.

## Nesouhlas s Marxismem
I přes dluh ekonomickým teoriím Marxe a Engelse, kulturní materialismus odmítá marxistickou dialektiku, která byla založena na teoriích filosofa Georga Wilhelma Friedricha Hegela.

## Výzkum
Během osmdesátých let měl Marvin Harris produktivní výměnu s behaviorálními psychology, zejména Sigridem Glennem, ohledně interdisciplinární práce. Nedávno psychologové v chování vytvořili soubor základních experimentů v úsilí o tento cíl. Nedávno mladí antropologové znovu oslovili práci Marvina Harrise jako součást nové antropologie infrastruktur.